# Mark Jones
Mark Jones (15. juni 1933 – 6. februar 1958) var en engelsk fodboldspiller. Jones var forsvarer for Manchester Uniteds store hold i 1950, og vandt to mesterskaber, før han døde i München-ulykken.
Jones kom fra klubbens egen stald, og fik sin førsteholdsdebut i 1950, men det var ikke før at veteranen Allenby Chilton forlod klubben, at han blev etableret.